# Gaj-Grzmięca
Gaj-Grzmięca – wieś w Polsce położona w województwie kujawsko-pomorskim, w powiecie brodnickim, w gminie Zbiczno.

## Podział administracyjny

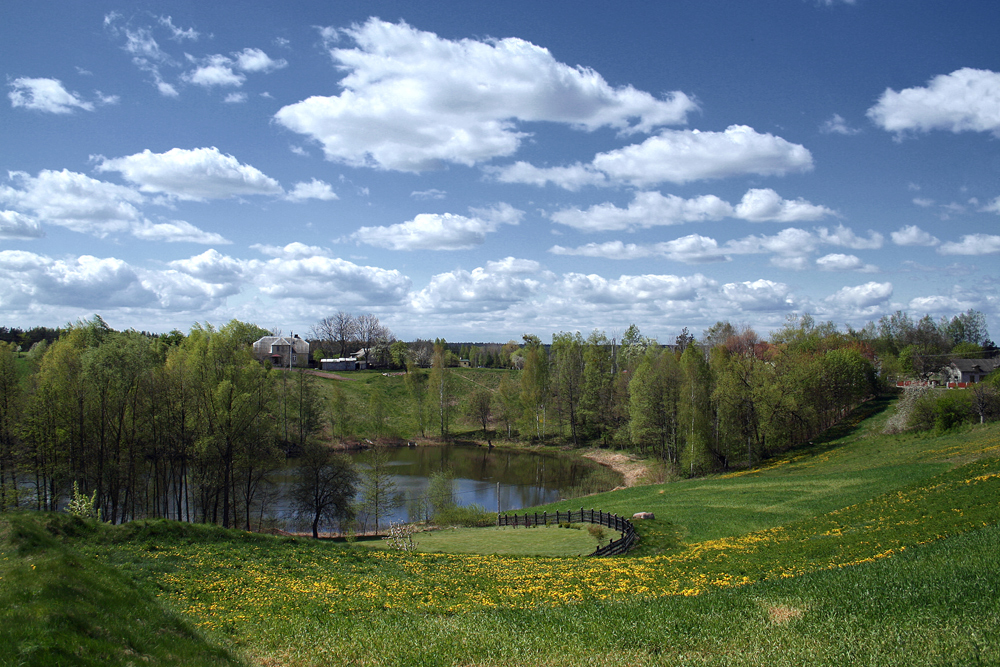
Gaj

W latach 1975–1998 miejscowość administracyjnie należała do województwa toruńskiego.

## Demografia
Według Narodowego Spisu Powszechnego (III 2011 r.) liczyła 195 mieszkańców. Jest ósmą co do wielkości miejscowością gminy Zbiczno.

## Parki krajobrazowe
W miejscowości znajduje się siedziba Brodnickiego Parku Krajobrazowego.